# ناحیه کیلر، میشیگان
ناحیه کیلر (به انگلیسی: Keeler Township) یک منطقهٔ مسکونی در ایالات متحده آمریکا است که در شهرستان ون بیورن، میشیگان واقع شده‌است.
 ناحیه کیلر ۹۰٫۷ کیلومتر مربع مساحت و ۲٬۶۰۱ نفر جمعیت دارد و ۲۴۵ متر بالاتر از سطح دریا واقع شده‌است.